# Dicranoloma steyermarkii
Dicranoloma steyermarkii är en bladmossart som beskrevs av Edwin Bunting Bartram 1960. Dicranoloma steyermarkii ingår i släktet Dicranoloma och familjen Dicranaceae. Inga underarter finns listade i Catalogue of Life.